# Горня Бистриця
Горня Бистриця (словен. Gornja Bistrica) — поселення в общині Чреншовці, Помурський регіон, Словенія. Висота над рівнем моря: 172,5 м.